# Cercomacra brasiliana
Cercomacra brasiliana là một loài chim trong họ Thamnophilidae.